# 1236

## Události
- 22. září – Zemgalové a Žemaité rozdrtili vojsko Řádu mečových bratří v bitvě u Saule
- Václav I. se vítězně střetl s rakouským vévodou Fridrichem Babenberským
- Alexandr, později řečený Něvský, se stal knížetem novgorodským
- úspěšně pokračuje reconquista, křesťané dobyli Córdobu
- někdy v tomto roce přichází do Prahy minnesänger Reinmar von Zweter a zůstává minimálně pět let – „Narodil jsem se u Rýna, rost v Rakousích, však Čechy vlast má jediná“
- založen cisterciácký klášter Maubuisson

#### Probíhající události
- 1223–1242: Mongolský vpád do Evropy

## Narození
- Alžběta Uherská, bavorská vévodkyně a dcera uherského krále Bély IV. († 24. října 1271)
- Violanta Aragonská, kastilská královna jako manželka Alfonsa X. († 1301)
- Jacopone da Todi, italský františkánský mnich, právník, básník a blahoslavený († 1306)

## Úmrtí
- 29. července – Ingeborg Dánská, francouzská královna jako manželka Filipa II. Augusta (* 1176)

## Hlavy států
- České království – Václav I.
- Svatá říše římská – Fridrich II.
- Papež – Řehoř IX.
- Anglické království – Jindřich III. Plantagenet
- Francouzské království – Ludvík IX.
- Polské knížectví – Jindřich I. Bradatý
- Uherské království – Béla IV.
- Latinské císařství – Balduin II. a Jan z Brienne (císař-regent)
- Nikájské císařství – Jan III. Dukas Vatatzés